# Сражение при Ла-Ротьере
Сражение при Ла-Ротьере — сражение 1 февраля 1814 года между Наполеоном и войсками союзников под командованием прусского фельдмаршала Блюхера в районе деревни Ла-Ротьер (175 км к востоку от Парижа). В русских мемуарах также часто называется сражением под Бриенном 20 января (по ст. стилю), в отличие от более раннего сражения, проведенного непосредственно под городом Бриенном 17 января (по ст. стилю).
Французы при Ла-Ротьере в течение дня отражали атаки союзников, но были охвачены с левого фланга превосходящими силами, вытеснены из центральной позиции и принуждены отступить за реку Сену в Труа.

## Предыстория
После разгрома в октябре 1813 года французской армии под Лейпцигом, крупнейшем сражении эпохи Наполеоновских войн, Наполеон с остатками войск отошёл за Рейн во Францию. Русско-прусско-австрийские войска союзников приблизились в начале ноября 1813 к Рейну, но вторгаться во Францию не стали. Вплоть до начала 1814 они устраивали дела в Европе: привели к капитуляции французские гарнизоны в германских городах (Дрезден, Данциг, Торгау и др.), где пленили десятки тысяч французских солдат и захватили огромные арсеналы с сотнями орудий.
С 20-х чисел декабря 1813 и до начала января 1814 года бывшая Силезская армия прусского фельдмаршала Блюхера и Главная армия австрийского фельдмаршала Шварценберга 12 колоннами перешли Рейн, вторгаясь на территорию Франции. Против более чем 200 тысячной армии союзников Наполеон имел под рукой до 70 тысяч солдат. Наполеона спасали разногласия в стане союзников, Австрия не была заинтересована в дальнейших сражениях и через Шварценберга сдерживала наступление союзных войск.
К 26 января 1814 союзные корпуса, обходя крепости, собрались на пространстве между правыми притоками Сены Марной и Обом, примерно в 200 км к востоку от Парижа. 29 января 1814 Наполеон атаковал под Бриенном армию Блюхера, слабейшую из 2 союзных, и заставил её отступить на несколько километров к югу на более выгодную позицию на высотах Транна, где Блюхер соединился с Богемской армией Шварценберга. Потери в сражении под Бриенном с обеих сторон составили по 3 тысячи человек.
Соотношение сил после соединения союзных войск склонилось на сторону 6-й коалиции, и Александр I настоял атаковать Наполеона.

## Силы противников и диспозиция
Союзникам удалось сосредоточить к бою около 90 тысяч солдат, к ним подходили подкрепления и общая численность союзных войск (включая резервы и заслоны) оценивается примерно до 110 тысяч. Главнокомандующим за боевые заслуги в сражениях с Наполеоном был выбран прусский фельдмаршал Блюхер, хотя прусские войска к началу февраля участвовали в других операциях в отдалении от развернувшегося сражения. Непосредственно под командованием Блюхера находились русские 6-й и 9-й пехотные корпуса (ген.-лейтенанты Щербатов и Олсуфьев), а также отдельный русский корпус генерала от инфантерии Остен-Сакена с кавалерийским корпусом Васильчикова. Блюхеру также придали австрийские, русские, баварский и вюртембергский корпуса из армии Шварценберга. Чтобы отличать своих среди многонациональных сил союзные солдаты в 1-й раз использовали белую повязку на левой руке как отличительный знак.
Союзники наступали на французов полукругом одновременно с 4 направлений :
- На левом фланге на деревни Диенвиль и Униенвиль, расположенных по обоим берегам реки Об напротив друг друга, наступал 3-й австрийский корпус Дьюлаи (14 тыс.). Униенвиль на противоположной стороне реки от Ла-Ротьера не защищался французами, но доступ в Диенвиль по мосту был забаррикадирован.
- В центре с юга на деревню Ла-Ротьер вдоль реки Об наступали колонны Остен-Сакена и корпусов Щербатова и Олсуфьева. Русские корпуса были сильно неукомплектованы и соответствовали по численности французской дивизии каждый.
- Восточнее Ла-Ротьера на деревню Ла-Жибри наступала колонна кронпринца Вюртембергского (12 тыс.).
- На правом фланге с востока по шоссе из Сулена на деревню Морвиллерс наступал австро-баварский корпус Вреде (26 тыс.).
- Резерв Блюхера находился на высотах Транна и состоял из русских 3-го пех. (Раевский; 6 тыс.), 5-го гвардейского (Ермолов; 12 тыс.) и кавалерийских корпусов Васильчикова и Голицына (6 тыс. кирасир, гусар и драгун).

Наполеон, имея под рукой до 45 тыс. солдат, организовал оборону, заняв населённые пункты в 1-й линии и разместив сильную кавалерию во 2-й линии и гвардию в резерве.
- Правый фланг Наполеона опирался на деревню Диенвиль на реке Об, обороняемую 7-тысячным корпусом Жерара.
- Ключевой пункт в центре, деревня Ла-Ротьер, защищалась корпусом маршала Виктора (6 тыс.).
- Левый фланг от деревни Ла-Жибри поворачивал на север вдоль дороги на Бриенн и оборонялся корпусом маршала Мармона (7 тыс.), крайне левая позиция в деревне Морвиллерс.
- Сам Наполеон расположился в центре за деревней Ла-Ротьер с кавалерией (генерал Нансути; 8 тыс.) и гвардией (маршал Ней; до 12 тыс.).

## Ход боя
Наполеон не планировал сражения и собирался было направиться в Труа на соединение с войсками маршала Мортье, как утром 1 февраля 1814 ему сообщили о выдвижении союзников. Временами шёл мокрый снег и тут же таял, размывая грунтовые дороги. Движение наступающих колонн было затруднено, помимо грязи, топкой местностью.

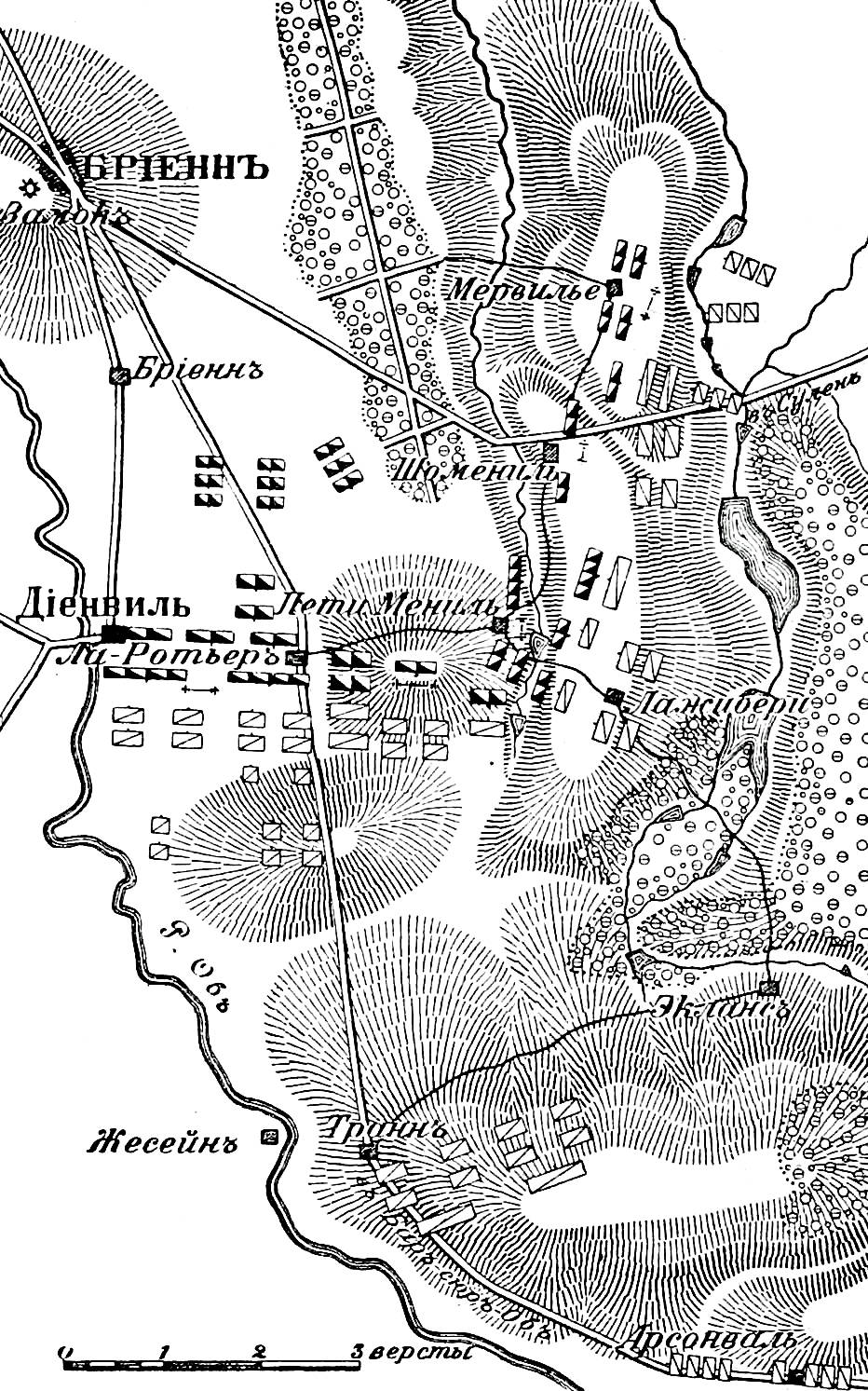
Театр военных действий
(рисунок из статьи «Ла-Ротьер»
«Военная энциклопедия Сытина»)

Лишь после часа дня колонны Остен-Сакена и Щербатова (Олсуфьев шёл за Щербатовым) достигли Ла-Ротьера, удерживаемого дивизией Дюэма. Прицельным огнём артиллерия французов наносила чувствительные потери изготовившимся к атаке русским колоннам, пока непродолжительный снегопад не укрыл завесой русскую пехоту. Несмотря на размытую дорогу русским удалось подтянуть половину своей артиллерии, запрягая лошадей в двойные упряжки, и открыть огонь по деревне.
Кавалерия Нансути силами 3 дивизий атаковала русские пехотные каре, пытавшиеся под огнём построиться в боевые порядки. Остен-Сакен приказал контратаковать кав. корпусу Васильчикова.
Гусары Ланского и драгуны Панчулидзева 2-го отбросили французскую кавалерию, захватив при этом 28-пушечную французскую батарею.
Колонны под общим командованием Сакена ворвались в Ла-Ротьер. Падавший снег намочил порох и сделал ружейную стрельбу невозможной, уличный бой вёлся штыками. Французы закрепились на северной стороне деревни, русские захватили центральную часть Ла-Ротьера и отбили ещё 8 французских орудий.
На левом фланге австрийцы Дьюлаи не смогли пробиться через Диенвиль через позиции корпуса Жерара и были изолированы от основного сражения.
К 4 часам дня вюртембергский корпус союзников после достигнутых в начале успехов откатился назад у Ла-Жибри. Кронпринц Вюртембергский запросил помощи.
В этот момент и Остен-Сакен сообщил о больших потерях, контратаках французов и невозможности взять Ла-Ротьер, ключевой пункт обороны Наполеона. Блюхер направил резервы на помощь Сакену.
Наполеон ввёл в бой за Ла-Ротьер Молодую гвардию под командованием Нея. Колонны французов вошли в деревню. Блюхер ввёл в Ла-Ротьер 2-ю гренадерскую дивизию ген.-лейтенанта Паскевича и австрийскую бригаду Гриммера, которые к 8 вечера выбили Гвардию из деревни. Потеряв надежду удержать Ла-Ротьер, Наполеон приказал артиллерийским огнём разрушить населённый пункт.
На крайне правом фланге против слабого корпуса Мармона успешно действовал австро-баварский корпус Вреде. Не получив резервов от Блюхера, кронпринц Вюртембергский обратился за помощью к баварцам, и Вреде успешной атакой прорвался в правый фланг Наполеона. Одновременно вюртембергский корпус захватил Ла-Жибри и продвинулся дальше вперед. В 8-м часу вечера остатки войск Мармона начали беспорядочное отступление, оголяя тыл Наполеона. Наполеон приказал скудным резервам задержать наступление Вреде и кронпринца Вюртембергского, пытаясь выиграть время для организации отступления.
После 10-го часа вечера начался общий отход французской армии. Темнота и густой снегопад затруднили преследование. В темноте на правом фланге союзников баварская кавалерия по ошибке ввязалась в бой с вюртембергской пехотой, что помогло маршалу Мармону отвести войска к Бриенну.
Мощный резерв русской гвардии оказался невостребованным в сражении.

## Итог сражения

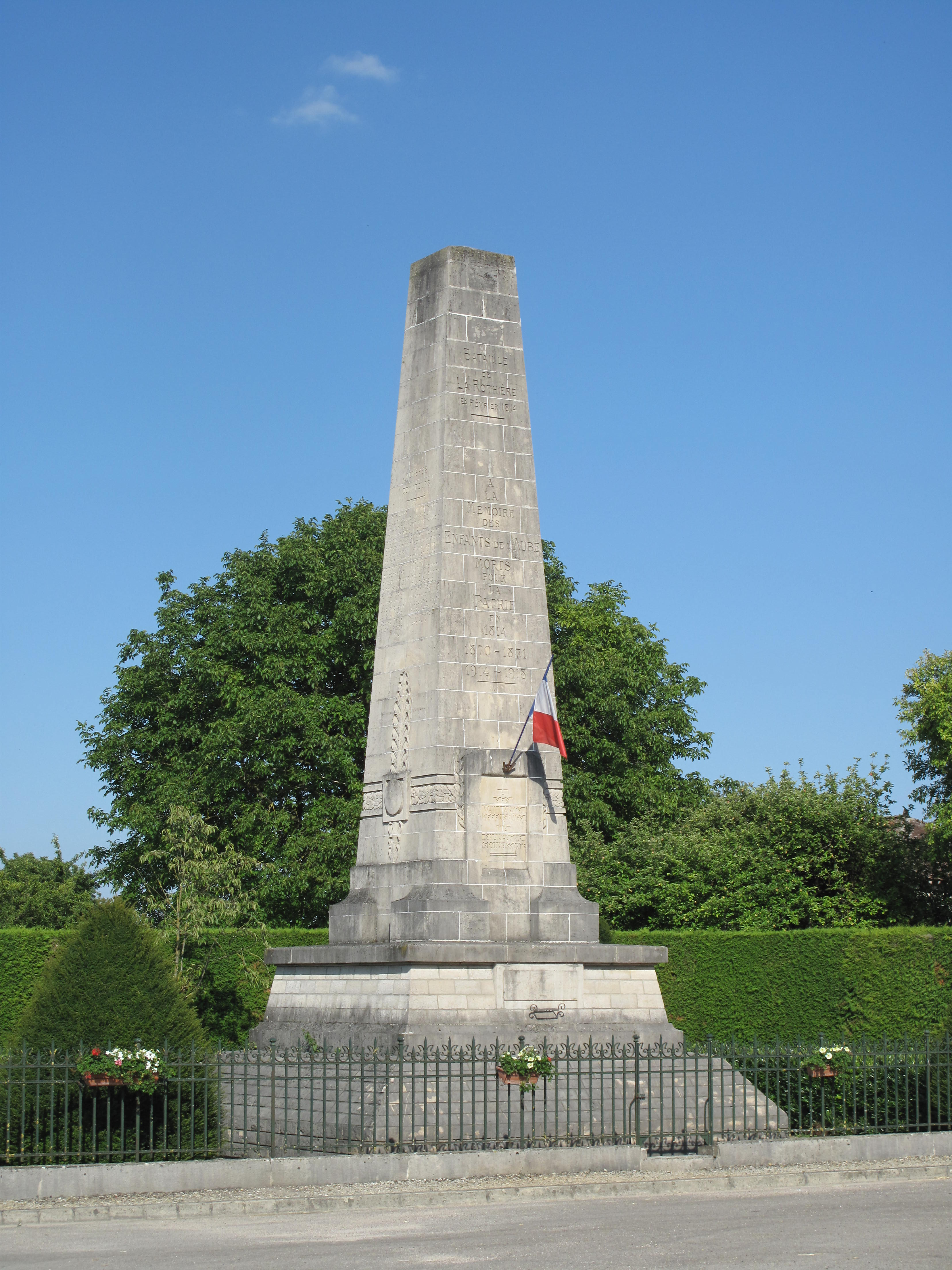
Монумент в память о битве

Потери обеих сторон составили примерно по 6 тысяч, из них французы потеряли до 2 тысяч пленными. Большая часть потерь союзников приходилась на корпус Остен-Сакена, русские потеряли в сражении 4 тысячи человек. При отступлении французам пришлось бросить почти половину артиллерии, всего союзники захватили от 60 до 70 французских орудий, также Наполеон пострадал от дезертирства тысяч юных новобранцев (так называемых «мари-луизочек»).
Александр I возложил на генерала от инфантерии Остен-Сакена собственные знаки ордена Св. Апостола Андрея Первозванного. Император австрийский прислал Остен-Сакену командорственный крест Марии Терезии. Высокие награды, ордена Святого Георгия 2-й степени, заслужили генерал-адъютант Васильчиков (командир конного корпуса) и генерал-лейтенант Щербатов. Командующий резервом генерал от инфантерии Барклай-де-Толли получил шпагу, украшенную алмазами и лаврами.
2 февраля состоялся военный совет, на котором союзники решили двигаться на Париж раздельно — армия Блюхера долиной реки Марны (чтобы соединиться с подходившими корпусами), армия Шварценберга долиной Сены через Труа.
Наполеон отступил в Труа за реки Об и Сену, на берегах которых оставил сильные арьергарды, чтоб скрыть и обезопасить это движение. Из-за медлительности Шварценберга разбитая французская армия спокойно восстанавливала силы до 6 февраля, затем двинулась в Ножан и 10 февраля атаковала при Шампобере русский корпус Олсуфьева, отдалённый на марше от армии Блюхера. Началась Шестидневная кампания Наполеона.
- «Brienner Straße» (Бриеннская улица) в баварской столице Мюнхене названа в честь битвы, подчёркивая участие баварцев.